# حي دف الشوك
حي دف الشوك يقع حي دف الشوك في جنوب دمشق على الحدود الإدارية بين دمشق وريفها تابع لمنطقة يلدا في محافظة ريف دمشق، يحده حيي التضامن والزهور بدمشق ومنطقة يلدا بريف دمشق